# Faktorizace
Jako faktorizace se v matematice a jejích aplikacích označuje problém rozložení čísla na součin menších čísel, v nejčastější podobě pak rozklad celého čísla na součin prvočísel. Například číslo 15 lze napsat jako součin 3 · 5. Obecněji lze rozkládat i jiné algebraické objekty, např. polynom druhého řádu x² − 4 lze vyjádřit jako součin dvou polynomů prvního řádu (x − 2)(x + 2).
Rozklad celého čísla na prvočinitele je považován za velmi těžkou úlohu a na její nezvládnutelnosti pro velká čísla jsou založeny některé kryptografické metody, např. algoritmus RSA pro šifrování s veřejným klíčem.

## Faktorizace celých čísel
Podle základní věty aritmetiky lze libovolné celé číslo jednoznačně rozložit na součin prvočísel. Pro takovou úlohu s velkými čísly však není znám žádný efektivní algoritmus a předpokládá se, že ani neexistuje. V současné době není známa přesná klasifikace této úlohy do tříd složitosti, je však známo, že úloha (přesněji její rozhodovací verze – „má číslo N nějakého činitele menšího než M?“) patří do NP i co-NP (odpovědi ANO i NE lze ověřit na Turingově stroji v polynomiálním čase).
Předpokládá se, že padá mimo třídy P, NP-complete a co-NP-complete.
Zajímavé je, že zdánlivě podobná úloha „je N číslo složené“ (či ekvivalentně: „je N prvočíslo“) je zřejmě mnohem jednodušší: bylo dokázáno, že ji lze vyřešit v polynomiálním čase.